# تبوفن‌پیراد
تبوفن‌پیراد (به انگلیسی: Tebufenpyrad) یک ترکیب شیمیایی است. 
شکل ظاهری این ترکیب، جامد بلوری سفید است.